# Gustavo Ayón
Gustavo Alfonso Ayón Aguirre (* 1. dubna 1985 Tepic) je mexický basketbalista. Je vysoký 208 cm a hraje na pozici pivota.
Od roku 2003 hrál za univerzitní tým Universidad Popular Autónoma del Estado de Puebla, v roce 2006 se stal profesionálním hráčem klubu Halcones de Xalapa, s nímž vyhrál v letech 2008 a 2009 nejvyšší mexickou soutěž. V roce 2009 přestoupil do španělského Baloncesto Fuenlabrada a v letech 2011 až 2014 působil v National Basketball Association v týmech New Orleans Hornets, Orlando Magic, Milwaukee Bucks a Atlanta Hawks, od roku 2014 hraje za Real Madrid Baloncesto. V jeho dresu se stal mistrem Španělska 2015 a 2016, vítězem španělského poháru 2015, 2016 a 2017, vítězem Euroligy 2015 a Interkontinentálního poháru FIBA 2015. V roce 2016 byl zvolen nejužitečnějším hráčem Copa del Rey de Baloncesto.
V mexické reprezentaci nastupuje od roku 2007. Vyhrál s ní mistrovství Ameriky v basketbalu mužů 2013 a Centrobasket 2014, na obou turnajích byl zvolen nejužitečnějším hráčem. Startoval také na mistrovství světa v basketbalu mužů 2014 ve Španělsku, kde Mexičané obsadili 14. místo, a na mistrovství Ameriky v basketbalu mužů 2015, kde jeho tým skončil čtvrtý.